# Jules Hartung
Jules Hartung (* 27. August 1876 in Merlach, Kanton Freiburg, Schweiz; † 30. Mai 1971 im 16. Arrondissement (Passy), Paris) war ein französischer Offizier und zuletzt Generalmajor (Général de division), der unter anderem zwischen 1932 und 1935 Kommandant der Kriegshochschule (École Supérieure de Guerre) war.

## Leben
Jules Hartung begann nach dem Besuch der École polytechnique am 1. Oktober 1899 eine Offiziersausbildung an der Artillerie- und Ingenieurschule (École d’application de l’artillerie et du génie) und wurde nach deren Abschluss am 17. September 1900 in das Heer (Armée de terre) der Streitkräfte (Forces armées françaises) übernommen. Er fand in den folgenden Jahren Verwendungen in verschiedenen Artillerieregimentern und wurde am 1. Oktober 1901 zum Leutnant (Lieutenant 2e Classe) sowie am 23. März 1907 zum Oberleutnant (Lieutenant 1e Classe) befördert. Am 24. Dezember 1910 erfolgte seine Beförderung zum Hauptmann (Capitaine) und nahm an verschiedenen Kampfhandlungen im Ersten Weltkrieg teil. Als Offizier im 15. Artillerieregiment (15e Régiment d’artillerie) wurde er per Dekret vom 29. Dezember 1916 zum Ritter der Ehrenlegion ernannt und am 29. April 1918 zum Major (Chef d’escadron) befördert.
Nach verschiedenen Verwendungen in der Zwischenkriegszeit erfolgte am 25. März 1925 seine Beförderung zum Oberstleutnant (Lieutenant-colonel), woraufhin er zwischen 1926 und 1927 Stabsoffizier von General Maxime Weygand war, der zu der Zeit als Mitglied dem Obersten Kriegsrat (Conseil supérieur de la Guerre) angehörte. Für seine Verdienste wurde er durch Dekret vom 21. Dezember 1926 zum Offizier der Ehrenlegion ernannt und übernahm nach seiner Beförderung zum Oberst (Colonel) am 25. März 1928 zwischen 1928 und 1930 den Posten als Kommandeur des 4. Artillerieregiments (4e Régiment d’artillerie). Er war zwischen dem 24. April 1931 und dem 7. April 1932 stellvertretender Kommandant der Kriegshochschule und wurde als solcher am 11. Dezember 1931 zum Brigadegeneral (Général de brigade) befördert. Danach übernahm er am 7. April 1932 von Generalmajor Gaston Duffour den Posten als Kommandant der Kriegshochschule (École Supérieure de Guerre). und verblieb auf in dieser Funktion bis zu seiner Ablösung durch Brigadegeneral Émile Barazer de Lannurien am 14. August 1935.
Nachdem er sich zwischen dem 14. August und dem 27. Oktober 1935 zu besonderen Verfügung befunden hatte, erhielt Jules Hartung am 10. Dezember 1935 seine Beförderung zum Generalmajor (Général de division). Er war daraufhin von 1936 bis zu seinem Eintritt in den Ruhestand am 27. August 1938 stellvertretender Kommandeur der 14. Militärregion (14e Région militaire) in Lyon und wurde für seine Verdienste durch Dekret vom 30. Dezember 1938 auch zum Kommandeur der Ehrenlegion ernannt.
Generalmajor Hartung wurde am 2. September 1939 bei Ausbruch des Zweiten Weltkrieges in den aktiven Militärdienst zurückbeordert und fungierte zwischen dem 2. September 1939 und dem 23. Juni 1940 als Kommandeur der 14. Militärregion in Lyon und war zudem vom 2. September 1939 bis zum 17. August 1940 in Personalunion Militärgouverneur von Lyon. Nach dem Waffenstillstand von Compiègne am 22. Juni 1940 trat er schließlich am 17. August 1940 endgültig in den Ruhestand.